# KISSIN'MY LIPS/Stories
『KISSIN’ MY LIPS / Stories』（キッシンマイリップス / ストーリーズ）は、Snow Manの2枚目のシングル。2020年10月7日にavex traxからリリースされた。

## リリース
本作のリリースは2020年7月22日にSnow Man公式YouTubeチャンネルで公開された「ハーフアニバーサリー特別配信」で発表された。
両A面シングルで、初回盤A、初回盤B、通常盤の3形態で発売。
「KISSIN' MY LIPS」は、メンバーのラウールが出演するパルファン・クリスチャン・ディオール『Dior Addict』Web Movieソング、セブンネットショッピングCMソングに起用されている。グループにとって初となる全編英語詞の楽曲である。本楽曲は同年3月30日に放送されたTBS系列『CDTVライブ！ライブ！初回4時間スペシャル』にて初披露された。放送当日、メンバーの岩本照は週刊誌の報道により一定期間の活動自粛が発表されたため参加せず、残る8名でのお披露目となった。その後、同年7月1日に岩本の活動再開が発表され、7月18日にグループで出演したTBS系『音楽の日』にて9人全員が揃った完全体でのパフォーマンスが披露された。
「Stories」は、テレビ東京系列のテレビアニメ『ブラッククローバー』の第11クールオープニングテーマに起用された。同年3月30日にメンバーの岩本照の一定期間の活動自粛を発表したため、アニメでは岩本を除く8人体制での歌唱だが、CDには9人体制で収録されている。
発売時のキャッチコピーは「くちびる、ものがたる。」。

### 特典
初回盤A、初回盤B、通常盤初回仕様には、形態別全3種類の限定動画の視聴ができるシリアルナンバーを封入。
CDショップ/ECサイトCD購入者限定特典
- 初回盤A：オリジナルデータシート(A)(A3サイズ)
- 初回盤B：オリジナルデータシート(B)(A3サイズ)
- 通常盤：オリジナルステッカーシート(A4サイズ)

セブンネットショッピングオリジナル特典
- 初回盤A：クリアファイル(D)(A5サイズ)
- 初回盤B：クリアファイル(E)(A5サイズ)
- 通常盤：クリアファイル(F)(A5サイズ)

## 収録内容

### CD
※「君の彼氏になりたい。」以降、通常盤のみ収録。
1. KISSIN' MY LIPS
作詞：Kanata Okajima、JAKAZ
作曲：FATCAT、Siixk Jun
編曲：Peach、Siixk Jun
  - パルファン・クリスチャン・ディオール「Dior Addict」Web Movieソング[9]
  - セブンネットショッピングCMソング[9]
2. Stories
作詞・作曲・編曲：HIKARI
  - テレビアニメ『ブラッククローバー』第11クールオープニングテーマ[9]
3. 君の彼氏になりたい。
作詞：SHIROSE from WHITE JAM
作曲・編曲：Josef Melin
4. ファンターナモーレ
作詞：GAKU
作曲：Susumu Kawaguchi、STEVEN LEE、Drew Ryan Scott
編曲：Peach
5. KISSIN' MY LIPS (Instrumental)
6. Stories (Instrumental)
7. 君の彼氏になりたい。 (Instrumental)
8. ファンターナモーレ (Instrumental)
9. Snow Man “if” 〜Voice Drama〜

### DVD

#### 初回盤A
1. 「KISSIN' MY LIPS」Music Video
2. 「Stories」Music Video
3. 「Stories」Dance Video
4. ジャケット/Music Videoメイキング映像

#### 初回盤B
1. 「KISSIN' MY LIPS」マルチアングル映像
2. 撮り下ろし特典映像 真実を暴け！JOKERゲーム

## チャート成績
オリコンチャートでは、10月19日付「オリコン週間シングルランキング」において、初週売上91.8万枚で初登場1位となり、2020年度5枚目となる初週売上90万枚超え、デビューシングルから2作連続1位を達成した。その後、12月21日付「オリコン週間シングルランキング」にて週間0.3万枚を売り上げ、累積売上が100.2万枚となりミリオンを突破。前作『D.D./Imitation Rain』(Snow Man vs SixTONES名義)に続き2作連続でのミリオン突破となった。
また、Billboard JAPANが発表した2020年10月19日付Billboard JAPAN総合ソング・チャート“JAPAN HOT 100”でも、939589枚を売り上げ総合首位を獲得。そして2020年10月29日までの集計でミリオンも達成した。
オリコンでは2022年10年31日付まで107週連続でTOP50入りを果たし、「週間シングルランキングTOP50入り連続週数」で米津玄師の『Lemon』を抜いて歴代1位となった。